# Павленко, Виктор Николаевич
Ви́ктор Никола́евич Павле́нко (род. 17 апреля 1962, станица Гривенская, Краснодарский край) — советский и российский политический деятель. Мэр Архангельска с 8 июня 2008 по 25 сентября 2015 года. Член Совета Федерации Федерального Собрания Российской Федерации (представитель от исполнительного органа государственной власти Архангельской области) с 25 сентября 2015 по 9 октября 2020 года. Представитель губернатора Архангельской области в Архангельском областном Собрании депутатов с 24 февраля 2021 года.

## Биография
Виктор Николаевич Павленко родился 17 апреля 1962 года в станице Гривенской Краснодарского края. Русский. Потомственный казак, чьи предки служили Российскому государству с XVII века.
Первую рабочую специальность Виктор Павленко получил, окончив Люберецкое профессионально-техническое училище им. Ю. А. Гагарина. С 1980 по 1981 год работал электромонтёром в Московском производственном швейном объединении «Спецодежда».
В 1981—1983 годах проходил срочную службу в рядах Советской армии в спецбатальоне охраны штаба Прибалтийского военного округа в г. Риге Латвийской ССР. Получил воинское звание сержант. Спустя несколько лет, во время учёбы в Высшей комсомольской школе в Москве, Виктор Павленко окончил военную кафедру, где прошёл подготовку по специальности «офицер ВДВ». На стажировке в 108-м воздушно-десантном полку в Каунасе, замполит первой роты первого батальона, совершил пять прыжков с парашютом. Лейтенант запаса воздушно-десантных войск. Также по утверждению СМИ Виктор Павленко имеет специальное звание подполковник ФСБ запаса.
С 1983 по 1987 год учился в Высшей комсомольской школе при ЦК ВЛКСМ, которую окончил с дипломом МГУ им. М. В. Ломоносова по специальности «преподаватель истории». Во время учёбы познакомился с будущей супругой — Галиной Александровной, коренной северянкой, вместе с которой в 1987 году по распределению ЦК ВЛКСМ направлен на работу в Архангельскую область.
В 1987 году избран сначала вторым, а затем и первым секретарём Виноградовского райкома ВЛКСМ.
В 1990 году Виктор Павленко на альтернативной основе избран заместителем председателя Виноградовского райисполкома по социальным вопросам — самым молодым в области.
В 1991 году был избран первым секретарём Архангельского областного комитета ВЛКСМ, с 16 ноября 1991 года — 1-й секретарь Архангельской областной организации Российского Союза молодежи.
С 1993 года Виктор Павленко работал заведующим отделом молодёжи, заместителем председателя комитета по делам молодёжи, физической культуре и туризму, начальником отдела по делам молодёжи администрации Архангельской области. Благодаря последней путёвку в «большой спорт» получили известные архангельские спортсмены призёры Олимпийских игр Глеб Писаревский, Евгений Лагунов, Александр Румянцев, сестры Косинцевы.
В 1995 году Виктор Павленко окончил Северо-Западную академию государственной службы при Президенте РФ по специальности государственное и муниципальное управление, получив квалификацию менеджер-экономист.
В 1996 году Виктор Павленко был назначен начальником управления региональной политики администрации Архангельской области. Руководил работой по реализации в регионе новой системы органов местного самоуправления, созданием муниципальных районов.
В 1997 году Виктор Николаевич возглавил аппарат полномочного представителя Президента РФ в Архангельской области. Курировал взаимодействие федеральных силовых структур на территории региона. Вместе с губернатором области Анатолием Ефремовым, полномочным представителем Президента РФ Мариной Николаевной Белогубовой приложил немало усилий для сохранения государственного оборонного заказа для оборонных предприятий Северодвинска. Действительный государственный советник Российской Федерации 2-го класса.
В 2000 году Виктора Павленко назначили заместителем главы администрации Архангельской области — руководителем аппарата администрации области. С 2001 по 2004-й — первый заместитель губернатора Архангельской области, руководитель аппарата администрации области. В апреле 2005 года Виктор Павленко был назначен заместителем мэра — руководителем аппарата мэрии Архангельска.
17 марта 2007 года региональный политсовет «Единой России» исключил Виктора Павленко из партии (из-за конфликта межу мэром Архангельска А. В. Донским и главой администрации Архангельской области Н. И. Киселевым). Заявил, что «Единая Россия» в области все больше говорит и все меньше делает, превращаясь в «партию реальных джипов». 27 мая 2008 года по рекомендации Центральной контрольной комиссии восстановлен в партии.
23 октября 2007 года в соответствии с постановлением мэра Архангельска Александра Донского приступил к исполнению обязанностей мэра Архангельска.
25 мая 2008 года состоялись выборы мэра Архангельска. 26 мая 2008 года председатель Городской избирательной комиссии Владимир Чуркин, выступая по телевидению официально сообщил о предварительных итогах выборов мэра Архангельска: за Виктора Павленко проголосовало 37,53 % избирателей, принявших участие в выборах. 28 мая Городская избирательная комиссия приняла решение о ручном пересчёте бюллетеней. 29 мая Городская избирательная комиссия в полном соответствии с действующим законодательством утвердила итоги выборов мэра Архангельска и объявила победителем Виктора Павленко набравшего 37,47 % голосов. 8 июня Виктор Павленко официально вступил в должность главы муниципального образования — мэра города Архангельска.
4 марта 2012 года на выборах мэра Архангельска при явке в 57 % (наибольшей за всё время выборов мэров) Виктор Павленко набрал 50,18% голосов избирателей (больше чем любой из его предшественников) и стал первым действующим главой Архангельска выбранным на этот пост вторично. 15 марта 2012 года Виктор Павленко вступил в должность мэра столицы Поморья.
В июне 2012 года Виктор Павленко был избран председателем правления ассоциации «Совет глав муниципальных образований Архангельской области».
Последовательно выступал за сохранение прямых всенародных выборов глав местного самоуправления: «Отмена прямых выборов — это всё-таки шаг назад. Я был и остаюсь сторонником прямых выборов глав муниципальных образований населением, как самого демократического способа формирования местной власти»
24 сентября 2015 года вновь избранный губернатор Архангельской области Игорь Орлов подписал Указ о наделении Виктора Павленко полномочиями члена Совета Федерации. 25 сентября 2015 года Виктор Павленко подписал Постановление о досрочном прекращении полномочий главы муниципального образования — мэра города Архангельска.
В верхней палате российского парламента Виктор Павленко являлся членом Комитета по федеративному устройству, региональной политике, местному самоуправлению и делам Севера.
На VI Съезде Всероссийского Совета местного самоуправления в декабре 2017 года избран председателем Центральной контрольно-ревизионной комиссии Всероссийского Совета местного самоуправления.
17 мая 2019 года на учредительном собрании Национальной ассоциации развития местного самоуправления Виктор Павленко избран председателем Ревизионной комиссии ассоциации.
18 октября 2020 года полномочия Виктора Павленко в Совете Федерации были завершены.
24 февраля 2021 года Распоряжением губернатора Архангельской области Александра Цыбульского №123-р назначен представителем губернатора Архангельской области в Архангельском областном Собрании депутатов.

## Семья
Женат. Супруга — Галина Александровна (главный бухгалтер министерства финансов Архангельской области). В семье Павленко двое детей: Екатерина и Александр, оба проживают в Архангельске. Дочь работает в больнице врачом-неврологом, сын — инженером в строительной компании. В августе 2014 года у Виктора Павленко родился внук — Николай.

## Образование
- в 1980 окончил Люберецкое профессионально-техническое училище им. Ю. А. Гагарина
- в 1987 окончил высшую комсомольскую школу при ЦК ВЛКСМ.
- в 1995 окончил Северо-Западную Академию Государственной службы.
- в 2013 окончил Северный (Арктический) федеральный университет им. М. В. Ломоносова (экономист)[23]

## Конфликт с газетой «Правда Севера»
По сообщению редакции газеты «Правда Севера» 28 мая 2010 года, в среду, из киосков Сети «Роспечать» был изъят свежий выпуск газеты. В тот же день из МУП «Роспечать» пришло предупреждение о расторжении договора на распространение «ПС». По информации издания, скорее всего данные события связаны с критикой в адрес мэра, который, мог якобы дать негласное распоряжение, так как «Роспечать» является муниципальным предприятием. Редакция обвинила мэра в препятствовании распространению информации. «Правда Севера» подала жалобу на МУП «Роспечать» в антимонопольный комитет. МУП «Роспечать» отвергло все обвинения как необоснованные, и разбирательства закончились ничем. В феврале 2011 года конфликт был разрешён и Виктор Павленко дал большое интервью главному редактору газеты «Правда Севера» Светлане Лойченко.

## Награды
- Медаль ордена «За заслуги перед Отечеством» 1 степени (27 февраля 2020 года) — за большой вклад в развитие парламентаризма и активную законотворческую деятельность[29]
- Медаль ордена «За заслуги перед Отечеством» 2 степени (15 января 2004 года) — за достигнутые трудовые успехи и многолетнюю плодотворную работу[30]
- Медаль «В память 1000-летия Казани»[31]
- Знак «За заслуги перед городом Архангельском»[32]
- Знак «За развитие местного самоуправления»[33]
- Медаль «МПА СНГ. 25 лет» (27 марта 2017 года, Межпарламентская ассамблея СНГ) — за заслуги в деле развития и укрепления парламентаризма, за вклад в развитие и совершенствование правовых основ функционирования Содружества Независимых Государств, укрепление международных связей и межпарламентского сотрудничества[34]